# Uxbridge (Londen)

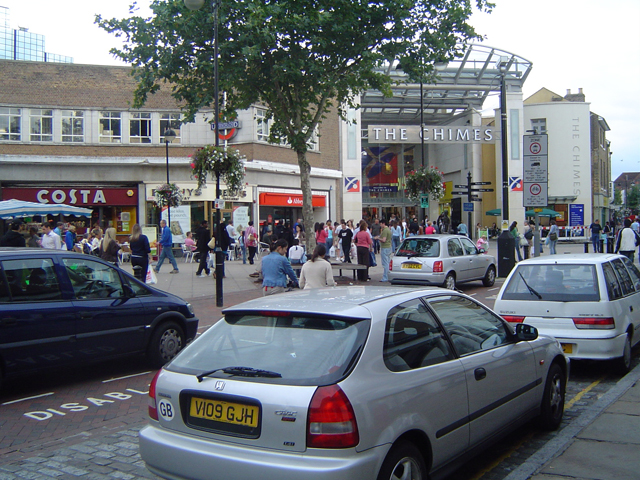
Het centrum van Uxbridge

Uxbridge is een plaats aan de rivier de Colne in het uiterste westen van Groot-Londen (Engeland). Het ligt in de Londense borough Hillingdon, ongeveer 24 km ten westen van Charing Cross, het centrale meetpunt van Londen. Uxbridge is de centrale wijk van Hillingdon met ruim 50.000 inwoners en een groot aantal voorzieningen.
Uxbridge wordt in de toekomstvisie London Plan (2004/2015) aangemerkt als een van de 19 metropolitan centres van Groot-Londen met een verzorgingsgebied groter dan de eigen borough. Uxbridge heeft een belangrijke regionale verzorgingsfunctie met onder andere een uitgebreid winkelcentrum en een aantal horecavoorzieningen. Twee grote winkelcentra zijn The Pavilions en Intu Uxbridge (voorheen The Chimes).
In Uxbridge is de hoofdcampus van Brunel University gevestigd. Ook het Europese hoofdkwartier van Xerox en diverse andere bedrijven en overheidsinstanties (Civic Centre, Magistrates' Court) liggen in deze wijk.

## Cultuur
Belangrijke historische monumenten in de wijk zijn de middeleeuwse kerk van St Margaret of Antioch, een overdekte markthal uit 1788, Hillingdon House uit 1844 en twee art-deco-monumenten: Uxbridge Lido (een zwembad uit 1935) en Randall's Department Store (een warenhuis uit 1939).
Op de campus van Brunel University werden de scènes van de film A Clockwork Orange opgenomen waarin het hoofdpersonage Alex wordt blootgesteld aan de "Ludovico-techniek". Ook veel scènes van de televisieserie Extras werden in Uxbridge opgenomen.

## Verkeer en vervoer
Het metrostation Uxbridge, geopend in 1933, is het westelijke eindpunt van vertakkingen van zowel de Metropolitan Line als de Piccadilly Line. Ten westen van Uxbridge loopt de Londense ringweg M25 en direct ten noorden van Uxbridge begint de autosnelweg M40 van Londen naar Birmingham. Ten westen van Uxbridge loopt ook het Grand Union Canal.

## Geschiedenis
De naam Uxbridge is een verbastering van Wixan's Bridge, "brug van de Wixan" (een 7e-eeuwse Angelsaksische stam). In de middeleeuwen was de plaats een civil parish in het graafschap Middlesex. De oorspronkelijk parochiekerk, St Margaret's, werd gebouwd in de 12e eeuw.
Uxbridge speelde een rol in de Engelse Burgeroorlog (1642-1649), toen koning Karel I in 1646 vertegenwoordigers van het Long Parliament in een pub in Uxbridge ontmoette. Vanaf de 19e eeuw ontwikkelde het dorp zich als woonwijk voor Londenaren. Op RAF Uxbridge, een vliegbasis van de Royal Air Force, waren de jachtvliegtuigen van de 11 Group van de RAF gevestigd tijdens de Slag om Engeland in 1940. Voor de ingang van de vliegbasis staat een replica van een Spitfire.

## Afbeeldingen

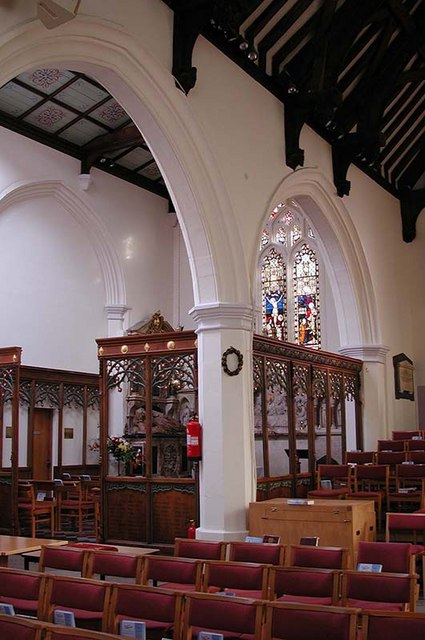
Interieur van de middeleeuwse kerk St Margaret's
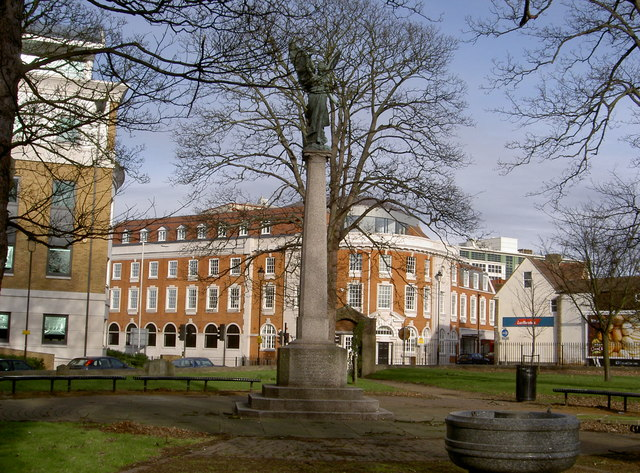
St Margret's Old Burial Ground
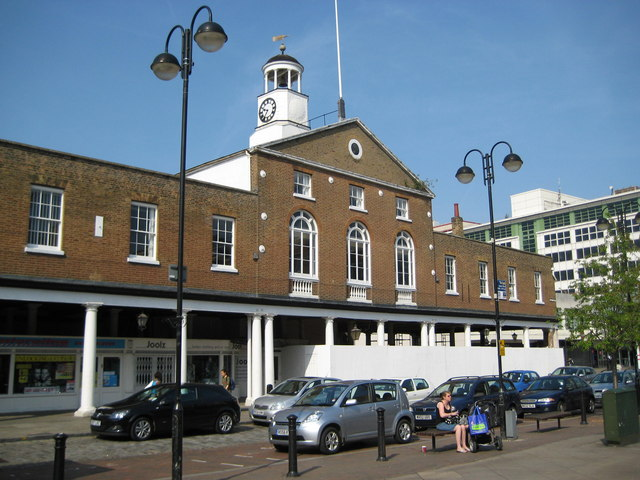
The Market House
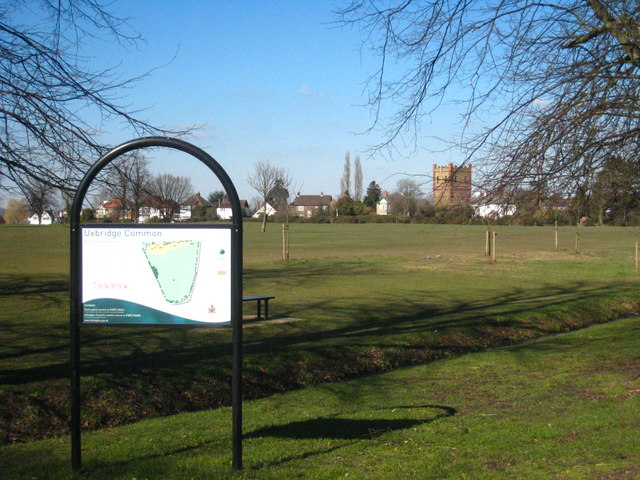
Uxbridge Common

## Bekende inwoners

### Geboren
- Peter Ind (1928-2021), jazzmuzikant
- Christine Keeler (1942-2017), fotomodel en centrale figuur in de Profumo-affaire

### Andere bekende inwoners
- George Orwell (1903-1950) werkte in de jaren 1930 als leraar van een plaatselijke school, Frays College. Hij baseerde zijn roman A Clergyman's Daughter op zijn ervaringen als leraar in Uxbridge.